# Galaxy Game
Galaxy Game este considerat primul joc video comercial pe un terminal arcade.  A fost programat de Bill Pitts și Hugh Tuck, construit de Computer Recreations Inc. și instalat în septembrie 1971 la Universitatea Stanford. Este o versiune reprogramată a lui Spacewar! din 1962. Mașina arcade este un PDP-11⁠(d), suficient de puternică pentru a afișa doi vectori simultan și pentru a permite ca doi jucători să joace împreună. A avut un mare succes în rândul studenților universității. 
Jocul prezintă două nave spațiale, „acul” și „pana”, angajate în luptă în timp ce manevrează în puțul gravitațional al unei stele. Ambele nave sunt controlate de jucători umani.
Galaxy Game a fost restaurat în 1997 de Bill Pitts  și Ted Panofsky și mutat la Stanford în clădirea William Gates Computer Science din 1997 până în 2000. Jocul se află acum la Muzeul de Istorie a Calculatoarelor din Mountain View, California.